# Schierls Teich
Schierls Teich ist ein Heideweiher, der sich in der Großen Heide zwischen den Gütersloher Ortsteilen Avenwedde-Bahnhof und Friedrichsdorf befeindet.

## Geschichte und Entstehung
Der gut 50 × 80 m große Weiher liegt in einem kleinen, sehr schmalen Dünengelände, das sich zwischen der Dompfaffenstraße und dem Wachtelweg erstreckt. Im Süden wird es durch Wiesen und Weiden begrenzt. Ein kleiner Pfad führt unmittelbar an dem Gewässer vorbei. Auf den bis zu 3 m hohen Dünen stocken vor allem Bestände der Waldkiefer (Pinus sylvestris). Die Bäume zeigen fast durchweg schlechten Wuchs und verjüngen sich kaum. An einigen Stellen wächst der standortgerechte Eichen-Birkenwald durch. Die Krautschicht wird zu einem großen Teil aus Heidelbeere (Vaccinium myrtillus) und Draht-Schmiele (Deschampsia caespitosa) gebildet. An lichteren Stellen finden sich Besenheide (Calluna vulgaris) und Borstgras (Nardus stricta).
Die abflusslose Senke, in der sich der Weiher befindet, dürfte durch Windausblasung entstanden sein und vermoorte im Laufe der Zeit. Im 19. Jahrhundert wurde hier eine Zeit lang Torf abgebaut, der vermutlich als Brennmaterial für eine kleine Ziegelei diente. Von den Ortsansässigen wird der Teich auch „Torfkuhle“ genannt. Noch bis in die 1930er Jahre erstreckte er sich bei hohem Wasserstand in fast doppelter Länge in einem schmaleren Band nach Westen (WSW). Dort sind auch heute noch entsprechende, inzwischen verlandete, Senken vorzufinden. Dieser Bereich wurde durch den Bau eines Waldwegs abgetrennt.

## Flora und Vegetation
Da das Gewässer nur eine Tiefe von etwa 30 cm bis 50 cm aufweist, trocknet es in jedem Sommer vollständig aus. Es wird von einem Kranz aus Pfeifengras (Molinia caerulea) eingerahmt. Früher wuchsen an seinem Rande, inmitten des etwas erhöht liegenden Pfeifengrasbestandes in der Westhälfte, einige floristische Seltenheiten, darunter:
- Braunes Schnabelried (Rhynchospora fusca)
- Fieberklee (Menyanthes trifoliata), 2013[1]
- Grau-Segge (Carex canescens), 2017[2]
- Mittlerer Sonnentau (Drosera intermedia), noch 2013[3]
- Weißes Schnabelried (Rhynchospora alba)

Bis in die 1970er Jahre war die dominierende Pflanze im Wasserbereich das Torfmoos (Sphagnum spec.).
Infolge der zunehmenden Eutrophierung und wegen der verstärkten Ausbreitung des Pfeifengrases sind diese Arten mittlerweile weitgehend verschwunden. Am Fuße einer umgestürzten Waldkiefer fand sich ferner der Rippenfarn (Blechnum spicant). In der Senke, die früher von Rasen der rötlich überlaufenen Zwiebel-Binse (Juncus bulbosus) überzogen wurde, haben sich zahlreiche nährstoffliebende Arten angesiedelt, darunter Flatterbinse (Juncus effusus), Bittersüßer Nachtschatten (Solanum dulcamara), Sumpf-Schwertlilie (Iris pseudacorus) und Wolfstrapp (Lycopus europaeus). An der tiefsten Stelle wächst ein größerer Bestand der Gewöhnlichen Sumpfbinse (Eleocharis palustris).